# Kubism

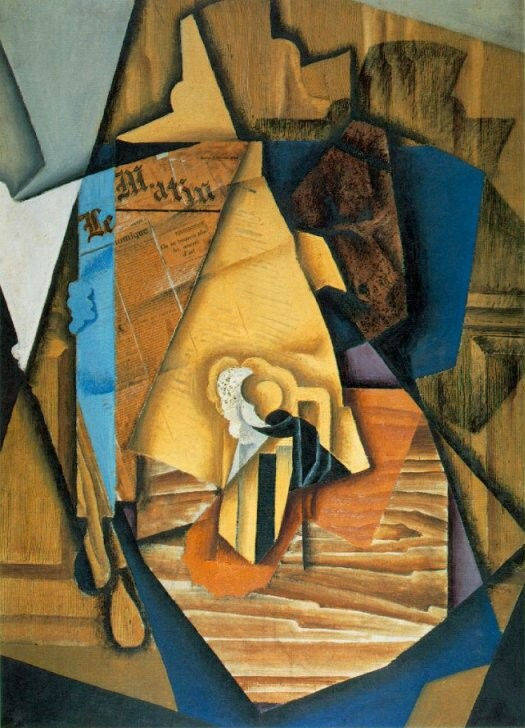
Juan Gris, Man på Café, 1914

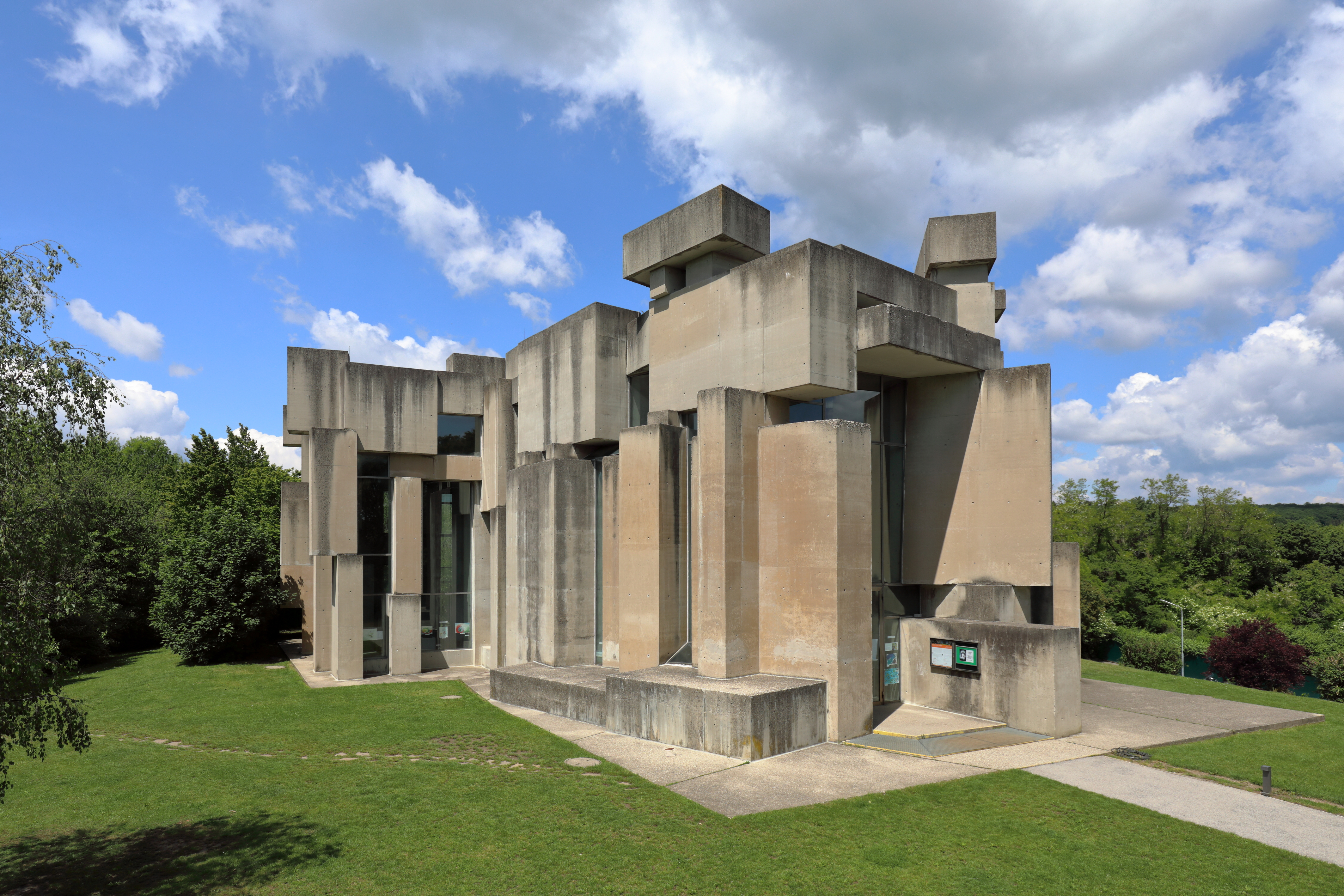
Wotrubakirche i Wien är byggd i en kubistisk stil.

Kubismen (franska cubisme) var den första abstrakta konststilen på 1900-talet. Den fick sitt namn av konstkritikern Louis Vauxcelles 1908 efter ett yttrande av Matisse om "Braques små kuber". Stilens huvudperiod räknas från 1907 till 1914, och dess upphovsmän var Pablo Picasso och Georges Braque. Som konstriktning kom den närmare att definieras av Guillaume Apollinaire.

## Olika faser och inflytande
Det förekommer olika periodindelningar av kubismen; vanliga benämningar är "analytisk", "hermetisk" och "syntetisk". Termen "analytisk" är dock inte tillräcklig för att beskriva de första kubistiska verken, vilka hade influerats av iberisk och afrikansk konst, till exempel Les Demoiselles d'Avignon av Picasso (1907). Detta gör att vissa kritiker har föreslagit termen "prekubism" eller "protokubism" för denna fas.
De första verkligt kubistiska verken är de där föremål, landskap och människor framställs som flersidiga (eller mångfacetterade), hårda kroppar. Cézannes sena verk fungerade som en katalysator för detta måleri och blev bekanta för kubisterna genom den viktiga utställning av hans verk som ordnades efter hans död 1906. Hans råd till Émile Bernard att behandla naturen med hjälp av "cylindern, cirkeln och konen" togs som en förevändning för de kubistiska experimenten. Kvinna med gitarr av Picasso är ett tydligt exempel på denna fas av kubismen.
Braque och Picasso övergick därefter till en mer tvådimensionell abstrakt form, där själva det övergripande mönstret fick större betydelse, och där motivet helt eller delvis är omöjligt att urskilja, s.k. hermetisk kubism. Det råder dock viss begreppsförvirring kring denna fas, då vissa konstvetare kallar den för "analytisk", eftersom Picasso och Braque tycks analysera, sönderdela, motivet i små geometriska former, ibland till oigenkännlighet. Färgen var under denna period nästan helt borta från deras verk, vilka i huvudsak var monokroma i grå, blå, bruna och vita toner. I kubismens slutliga fas, kallad den "syntetiska" på grund av kombinationen av abstrakta former med verkliga material, återvände färgen.
Många andra konstnärer arbetade i den kubistiska stilen, vilken omkring 1910-1911 avlöste fauvismen som den ledande rörelsen i Paris. De viktigaste bidragen gjordes av Juan Gris och Fernand Léger, men där fanns många andra, däribland Albert Gleizes och Jean Metzinger (som tillsammans gav ut den första boken om kubism, Du "Cubisme" 1912), André Derain, Othon Friesz, Roger de la Fresnaye och Louis Marcoussis. Bland de kubistiska skulptörerna fanns Alexander Archipenko, Henri Laurens och Jacques Lipchitz.
Kubistiska verk ställdes ut på Salon d'Automne och Salon des indépendants. En grupp kallad Section d'Or ("Gyllene snittet") bildades, där bland andra bröderna Jacques Villon, Raymond Duchamp-Villon och Marcel Duchamp deltog.
Det som tilldrog sig i Paris fick stort inflytande. Kubismen stimulerade futurismen i Italien, vorticismen i England och utövade en viss påverkan på expressionismen i Tyskland. Kubismen var också en viktig föregångare till andra rörelser som strävade efter en abstrakt konst, till exempel konstruktivismen och suprematismen i Ryssland, och De Stijl i Nederländerna. I Paris utvecklades kubismen längs två huvudlinjer, dels i riktning mot en dekorativ stil där föremålen behandlades geometriskt men förblev klart igenkännbara, dels mot en högre grad av abstraktion som i Robert Delaunays rytmiska målningar av färgade segment och cirklar (orfism).
Kubismen har fortsatt att utöva ett inflytande på 1900-talets konst. Amédée Ozenfant och arkitekten Le Corbusier gjorde ett försök att återvända till en förenklad, renare kubism, men omkring 1920 var kubismen redan alltför mycket en del av det allmänna, konstnärliga språket för att kunna begränsas till denna form av purism. Kubistiska idéer och tekniker har fortsatt att användas fram till idag, i synnerhet collaget som uppfanns under den syntetiska perioden.

## Tableau-objet
Tableau-objet (fr. "bild-objekt") är en term som myntades av kubisterna för en målning avfattad som en självständig konstruktion snarare än en bild.

## Konstnärer som knyts till kubismen
| - Wifredo Lam - George Braque - Carlo Carrà - Marc Chagall - Stuart Davis - Marcel Duchamp - Piet Mondrian - Henri Le Fauconnier - Roger de La Fresnaye | - GAN - Albert Gleizes - Juan Gris - Willem de Kooning - Marie Laurencin - Fernand Léger - Jacques Lipchitz - Louis Marcoussis - Jean Metzinger | - Francis Picabia - Pablo Picasso - Diego Rivera - Otte Sköld - John Sten - Joan Miró - Salvador Dalí |